# Sphaerium baicalense
Sphaerium baicalense е вид мида от семейство Sphaeriidae. Видът не е застрашен от изчезване.

## Разпространение и местообитание
Разпространен е в Русия (Бурятия и Иркутск).
Обитава пясъчните дъна на сладководни басейни и заливи.